# Diego Eli
Diego Eli Moreira, meglio noto come Diego Eli (Santo Antônio da Platina, 4 settembre 1988), è un calciatore brasiliano naturalizzato hongkonghese, centrocampista del Kowloon City.

## Carriera

### Club
Dopo aver giocato in vari club minori brasiliani, nel 2012 si è trasferito al Tuen Mun, società militante nella massima serie di Hong Kong. Al termine della stagione rimane svincolato, per poi accasarsi ad un altro club di Hong Kong, l'Eastern.

### Nazionale
Il 22 dicembre 2019, dopo aver vissuto a Hong Kong per 7 anni di fila, ha ricevuto il passaporto hongkonghese, rendendolo convocabile dalla nazionale hongkonghese.

## Statistiche

### Cronologia presenze e reti in nazionale
| Cronologia completa delle presenze e delle reti in nazionale ― Hong Kong | Cronologia completa delle presenze e delle reti in nazionale ― Hong Kong | Cronologia completa delle presenze e delle reti in nazionale ― Hong Kong | Cronologia completa delle presenze e delle reti in nazionale ― Hong Kong | Cronologia completa delle presenze e delle reti in nazionale ― Hong Kong | Cronologia completa delle presenze e delle reti in nazionale ― Hong Kong | Cronologia completa delle presenze e delle reti in nazionale ― Hong Kong | Cronologia completa delle presenze e delle reti in nazionale ― Hong Kong |
| Data                                                                     | Città                                                                    | In casa                                                                  | Risultato                                                                | Ospiti                                                                   | Competizione                                                             | Reti                                                                     | Note                                                                     |
| ------------------------------------------------------------------------ | ------------------------------------------------------------------------ | ------------------------------------------------------------------------ | ------------------------------------------------------------------------ | ------------------------------------------------------------------------ | ------------------------------------------------------------------------ | ------------------------------------------------------------------------ | ------------------------------------------------------------------------ |
| 3-6-2021                                                                 | Arad                                                                     | Iran                                                                     | 3 – 1                                                                    | Hong Kong                                                                | Qual. Mondiali 2022                                                      | -                                                                        | 80’                                                                      |
| 11-6-2021                                                                | Arad                                                                     | Hong Kong                                                                | 0 – 1                                                                    | Iraq                                                                     | Qual. Mondiali 2022                                                      | -                                                                        | 86’                                                                      |
| 15-6-2021                                                                | Riffa                                                                    | Bahrein                                                                  | 4 – 0                                                                    | Hong Kong                                                                | Qual. Mondiali 2022                                                      | -                                                                        | 61’                                                                      |
| Totale                                                                   |                                                                          | Presenze                                                                 | 3                                                                        |                                                                          | Reti                                                                     | 0                                                                        |                                                                          |

## Palmarès

### Club

#### Competizioni nazionali
- Coppa di Hong Kong: 2

Eastern: 2013-2014, 2019-2020
- Hong Kong Senior Challenge Shield: 3

Eastern: 2014-2015, 2015-2016, 2019-2020
- Campionato hongkonghese: 1

Eastern: 2015-2016